# 료시 내친왕
료시/아키코 내친왕(일본어: 亮子内親王 りょうし（あきこ）ないしんのう[*], 규안 3년 (1147년) - 겐포 4년 4월 2일 (1216년 4월 27일))은 제 77대 고시라카와 천황의 1황녀이다. 어머니는 후지와라노 시게코 (타카쿠라노산미. 후지와라노 스에나리의 딸)이다. 이세 재궁, 후의 안토쿠 천황ㆍ고토바 천황의 준모인 황후궁이자 여원이다. 원호는 인푸몬인(殷富門院)이다. 법명은 신뇨칸(真如観)이다. 동복동생으로는 슈카쿠 법친왕, 모치히토 왕, 코우시 내친왕, 쇼쿠시 내친왕, 큐시 내친왕이 있다.

## 생애
고시라카와 천황과 타카쿠라노산미 시게코 사이에서 태어난 첫번째 황녀로, 규주 2년 (1155년)의 아버지 고시라카와 천황이 즉위함에 따라, 이듬해 3년 (1156년) 4얼 19일에 10살의 나이로 내친왕 선하를 받고, 재궁에 복정, 같은 해 9월에 다이젠시키로 첫 재원에 들어가, 같은 달 15일에 노노미야로 옮겼다. 호겐 3년 (1158년) 8월 11일, 고시라카와 천황의 양위로 군행도 없이 재궁직을 그만두었다. 안겐 3년 (1177년), 어머니 시게코가 사망하였고, 지쇼 4년 (1180년), 동복 동생 모치히토 왕이 헤이케 타도에 거병하지만 패사하였다. 주에이 원년 (1182년) 8월 14일, 안토쿠 천황의 준모로써 황후궁에 책립되었다. 헤이케가 사이고쿠에 도망간 후 이듬해 (1183년)에 고토바 천황의 황위 계승에 의해, 고토바 천황의 준모가 되었고, 분지 3년 (1187년) 6월 28일에 원호 선하를 받아 인푸몬인(殷富門院)이라 칭하였다. 겐큐 3년 (1192년), 고시라카와 법황의 붕어로 인해 출가하였다. 겐닌 원년 (1201년) 12월 18일에는 고토바 상황의 요청에 따라 동궁 모리나리 친왕 (후의 준토쿠 천황)의 준모가 되기도 했다 (『이쿠마 관백기(猪隈関白記)』). 모치히토 왕의 남겨진 자식으로 슈카쿠 법친왕의 제자로 들어가 있던 도손을 양자로 하여, 말년에 고쇼 안이도노에 건립한 엔카코인은 도손을 개기로 하여 후에, "안이 몬제키(安井門跡)"로 불렸다. 겐포 4년 (1216년) 4월 2일에 70세의 나이로 사망했다.
덧붙여서, 료시 내친왕의 뇨보로는 가인으로 알려진 인푸몬인노 타이후가 있고, 또, 후지와라노 사다이에의 누나인 쿄고쿠노츠보네와 켄노고젠도 섬기고 있었다 (『메이게츠키(明月記)』).